# 奧克赫斯特 (新澤西州)
奧克赫斯特（英語：Oakhurst）是位於美國新澤西州蒙茅斯縣的普查規定居民點。

## 人口
根據2020年美國人口普查的數據，奧克赫斯特的面積為4.18平方千米，當中陸地面積為4.17平方千米，而水域面積為0.01平方千米。當地共有人口4069人，而人口密度為每平方千米973.44人。